# T-Bank
T-Bank (em russo:  Т-Банк), ate 5 de junho de 2024 Tinkoff Bank (em russo:  Тинько́фф Банк), é um banco comercial russo focado inteiramente em atendimento remoto e não possui agências de varejo. O maior banco online do mundo em número de clientes (em agosto de 2019). Ocupa o 9º lugar em termos de ativos entre os bancos da Federação Russa (em junho de 2024 - 2,7 trilhões de rublos). A sede do banco está localizada em Moscou.
Em setembro de 2020, o Tinkoff Bank ocupava o terceiro lugar entre os bancos russos no setor de produtos de varejo em termos de demanda entre a população.
Em outubro de 2021, o banco foi incluído pelo Banco Central da Federação Russa na lista de instituições de crédito sistemicamente importantes devido ao crescimento do banco acima da média do mercado e ao tamanho da sua base de clientes.
Desde 2023, devido à invasão da Ucrânia pela Rússia, o T-Bank está sob sanções da União Europeia, EUA, Reino Unido, Canadá, Suíça e está desconectado do SWIFT.